# Сан-Жуан-ди-Ареяш
Сан-Жуа́н-ди-Аре́яш (порт. São João de Areias)  —  район (фрегезия) в Португалии,  входит в округ Визеу. Является составной частью муниципалитета  Санта-Комба-Дан. Находится в составе крупной городской агломерации Большое Визеу. По старому административному делению входил в провинцию Бейра-Алта. Входит в экономико-статистический  субрегион Дан-Лафойнш, который входит в Центральный регион. Население составляет 2283 человека на 2001 год. Занимает площадь 21,44 км².
Покровителем района считается Иоанн Креститель (порт. São João Baptista).

## История
Район основан в 1258 году

## Галерея

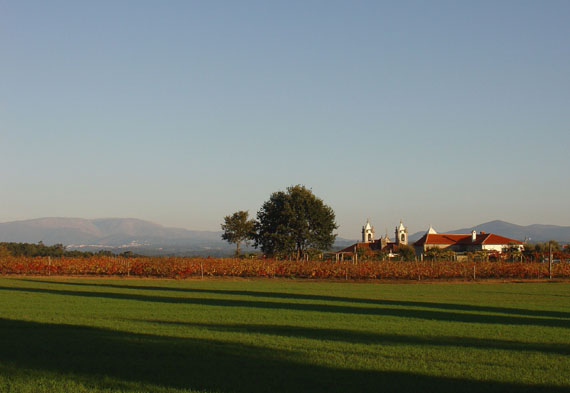
Собор
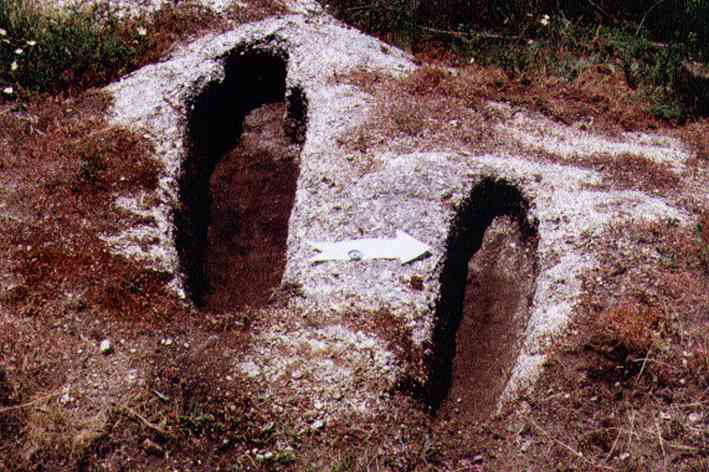
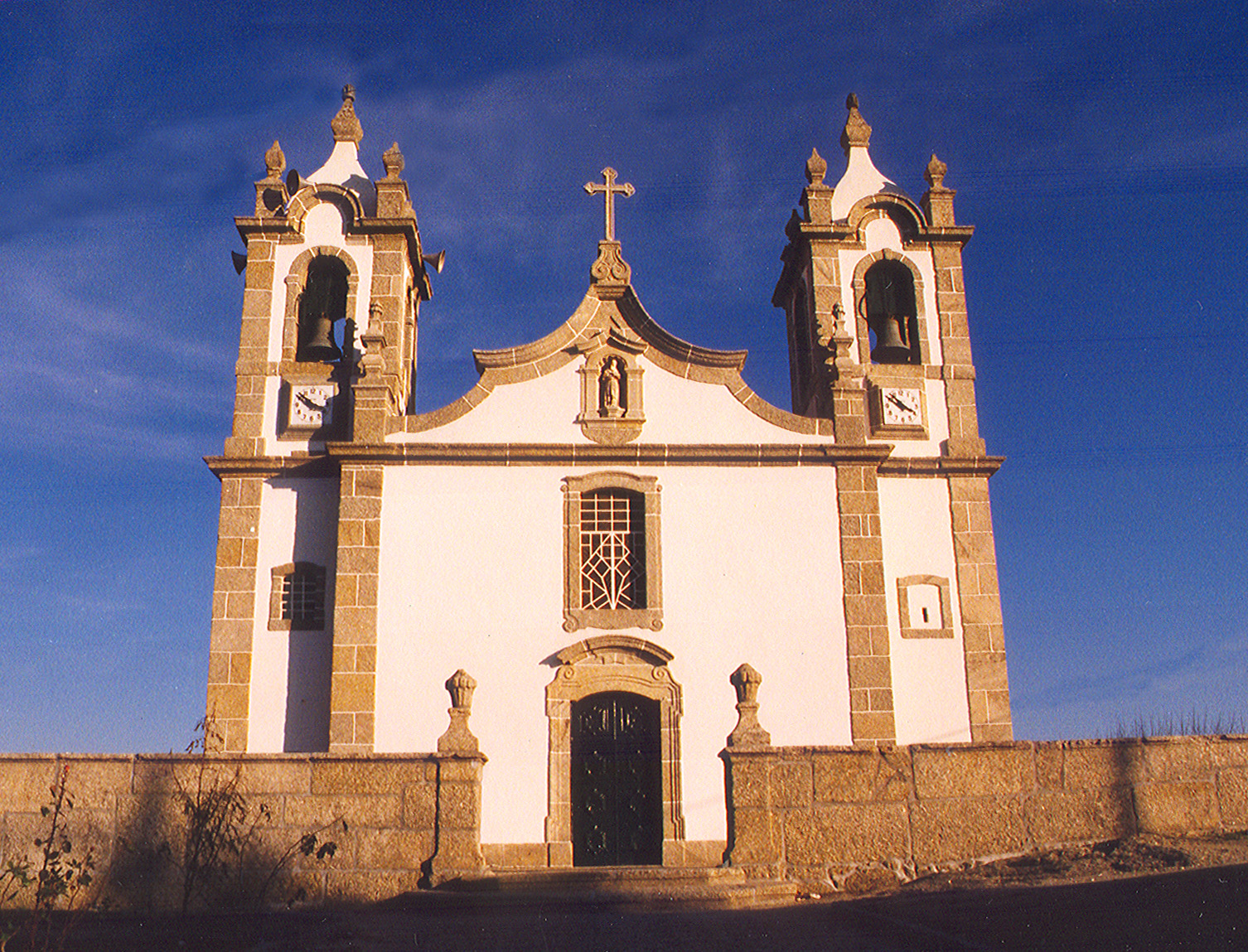
Собор
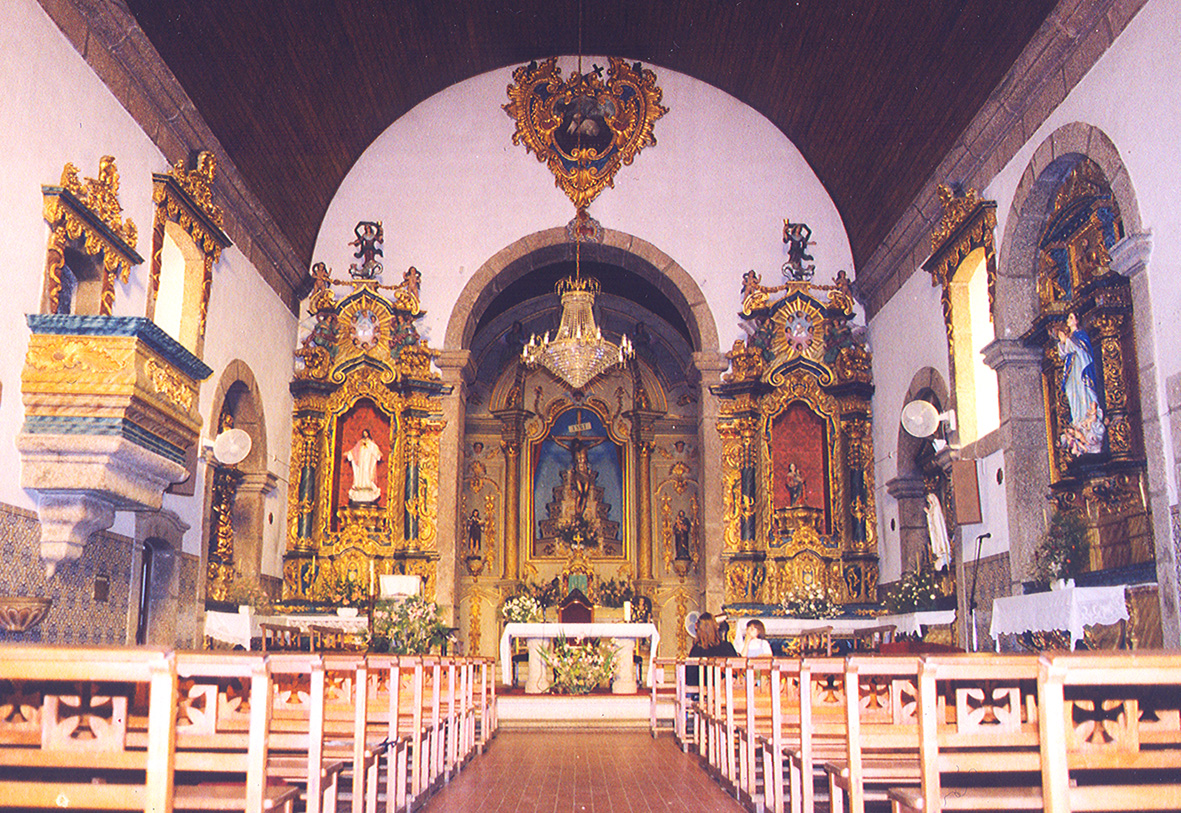
Собор
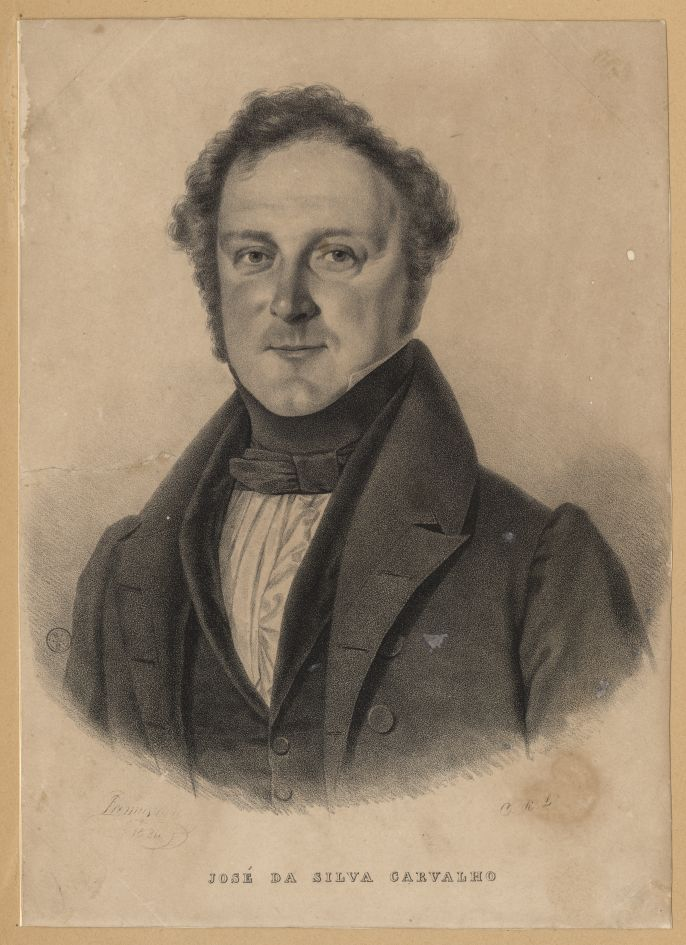
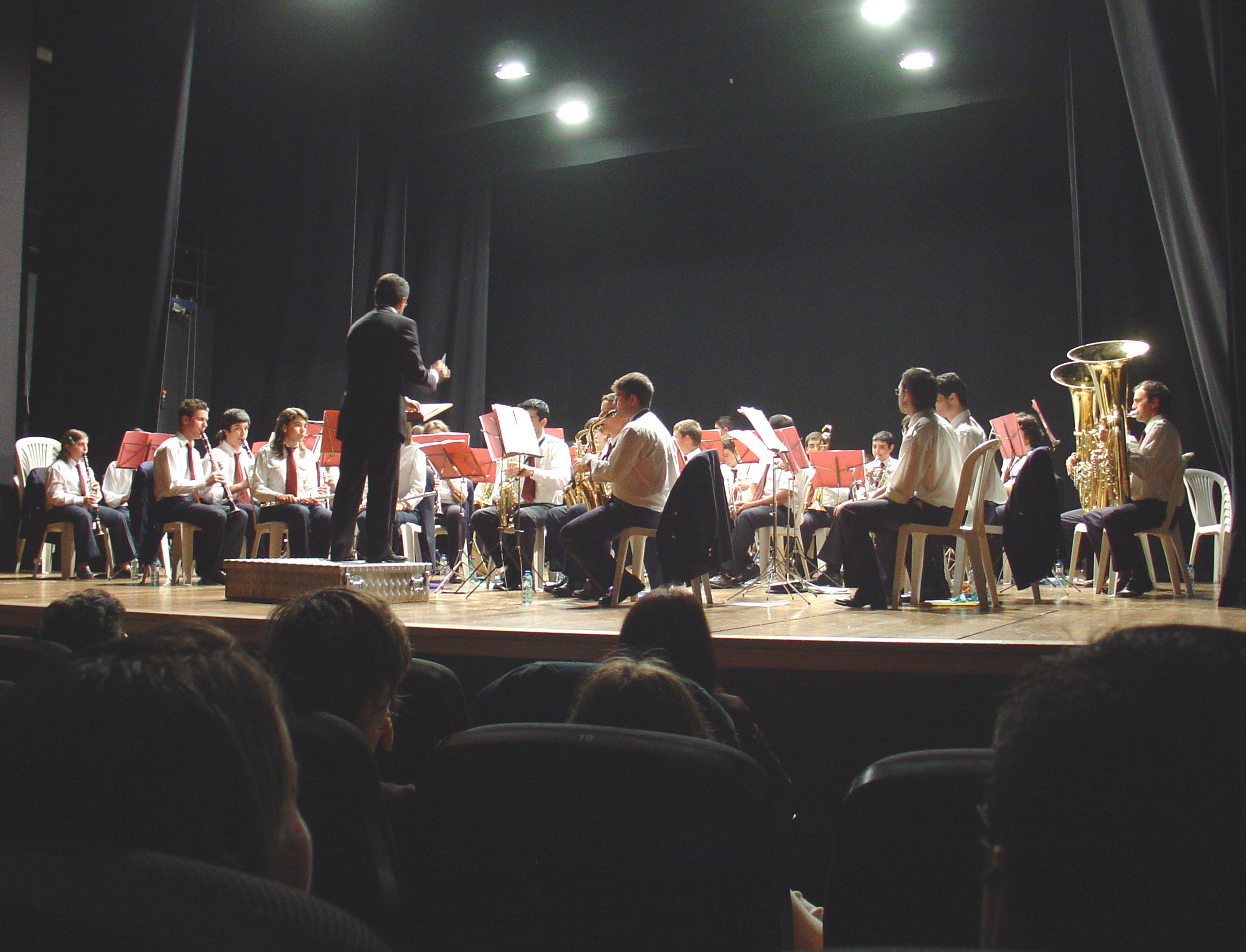